# 兄崎ゆな
兄崎 ゆな（あにさき ゆな、3月10日 - ）は、日本の漫画家。女性。東京都出身。血液型はA型。
1996年、小学館の『少女コミック』8月15日号にて掲載された「Believe Your Smile」でデビュー。
以後、小学館系列の『Cheese!』、『小学五年生』、『プチコミック』、携帯サイト『モバイルフラワー』などの多方面で活動。2021年、マーマレードコミックス（ハーパーコリンズ・ジャパン）にて、レーベル初となる原作小説のない完全オリジナル作品を発表。

## 作風
「ドS男を描かせたら天下一品」で、『ドSさまの言うとおりっ！』や『性格ドS BUT 性的にドM』など「ドS」な登場人物が登場する作品を描く。

## 作品リスト

### 書籍
- HAPPYのRECIPE
- Check!!
- H2→R
- ‘99純情革命
- マーメイド
- ミレニアム・Kiss（全2巻）
- LUV（ラヴ）（全2巻）
- LOVE BEAST
- LOVERS FLOWERS
- 無敵な歌姫!
- あなたの、とりこ。（全2巻）
- 禁句–Don't say“I love you”–
- 太陽王子（全2巻）
- 天才めがねにキメっ!
- タイケン
- 溺愛パラドックス
- メガレン〜眼鏡×恋〜
- しっぽでハッピー!!（全2巻）
- 僕の手のひらで踊れ
- ラク・モテ（全2巻）
- ツンデレ!〜眼鏡カフェへようこそ〜
- lose control
- ヒミツのわんタッチ（既刊3巻）
- S彼氏上々（全7巻）
- 新東京廓恋酔夢シリーズ
  - 新東京廓恋酔夢
  - 夜桜〜新東京廓恋酔夢2〜
  - 金色〜新東京廓恋酔夢3〜
  - 初華〜新東京廓恋酔夢〜
  - 初華〜新東京廓恋酔夢2〜
- 蜜園男子
- ドSさまの言うとおりっ！
- ヘタメン（全3巻）
- 性格ドS BUT 性的にドM
- GORSE
- 契約秘書〜強引社長の命令で婚約者になりました〜（既刊1巻）

### 単行本未収録
- みえてますっ!? 御厨さんの占卜奇譚（『ちゃおコミ』2022年8月4日[5] - 2023年1月19日[5]）